# WGC-FedEx. St-Jude Invitational
Le WGC-FedEx. St-Jude Invitational est l'un des quatre tournois annuels du World Golf Championships.
Ce tournoi, qui a également porté le nom  WGC-NEC Invitational et de WGC-Bridgestone Invitational dans le passé, a pris la suite du World Series of Golf en 1999.
Le tournoi se déroule sur le Firestone Country Club, parcours se situant à Akron dans l'Ohio.
Il fait partie des deux circuits majeurs du golf mondial, le PGA Tour et le Tour européen PGA.

## WGC-NEC/Bridgestone Invitational
Le tournoi est ouvert à 75 joueurs, soit environ la moitié d'un tournoi classique. Les critères d'éligibilité sont les suivants : 
- Les joueurs sélectionnés dans les équipes européennes et américaines de la dernière Ryder Cup.
- Les joueurs sélectionnée dans les équipes américaines et internationales pour la dernière Presidents Cup.
- Les 50 meilleurs joueurs du classement mondial des 2 dernières semaines précédents le tournoi.
- Les vainqueurs des principaux tournois mondiaux durant l'année précédant le tournoi.
- Les vainqueurs des principaux tournois de l'année du PGA Tour of Australasia, du Sunshine Tour, de l'Asian Tour et du Japan Golf Tour.

Entre 1999 et 2001, seuls les participants à la Ryder Cup et à la Presidents Cup étaient éligibles et leur nombre était limité à 40 golfeurs.
De 1976 à 2018, toutes les éditions se sont tenues au Firestone Country Club d'Akron dans l'Ohio, à l'exception de l'édition 2002 qui s'est déroulée au Sahalee Country Club de Sammamish dans l'État de Washington. Depuis 2019, le tournoi se joué sur le parcours du TPC Southwide à Memphis dans le Tennessee.
En 2000, le tournoi a vécu un finish exceptionnel en voyant Tiger Woods terminer son dernier trou dans la pénombre en établissant également le record du tournoi avec 21 coups sous le par.
Le 2 août 2013, lors du vendredi, Tiger Woods s'empare d'une avance de 7 coups grâce à une carte de 61. Il égalise du même coup le record du parcours ainsi que son record personnel. Il remportera le tournoi pour une huitième fois.

## Les World Series of Golf
Jusqu'en 1998, un tournoi intitulé World Series of Golf, se déroulait au Firestone Country Club. Une victoire dans ces World Series of Golf garantissait au vainqueur une participation aux épreuves du PGA Tour pendant 10 ans (soit 2 fois plus qu'une victoire en tournoi majeur aujourd'hui). Les participants de ce tournoi étaient sélectionnés parmi les vainqueurs des principaux tournois organisés dans le monde au cours des 12 derniers mois.

## Palmarès
WGC-FedEx. St-Jude Invitational (depuis 2019)
| Année | Vainqueur     | Pays       |
| ----- | ------------- | ---------- |
| 2022  |               |            |
| 2021  | Abraham Ancer | Mexique    |
| 2020  | Justin Thomas | États-Unis |
| 2019  | Brooks Koepka | États-Unis |

### WGC-Bridgestone Invitational (2006-2018)
| Année | Vainqueur        | Pays            |
| ----- | ---------------- | --------------- |
| 2018  | Justin Thomas    | États-Unis      |
| 2017  | Hideki Matsuyama | Japon           |
| 2016  | Dustin Johnson   | États-Unis      |
| 2015  | Shane Lowry      | Irlande         |
| 2014  | Rory McIlroy     | Irlande du Nord |
| 2013  | Tiger Woods      | États-Unis      |
| 2012  | Keegan Bradley   | États-Unis      |
| 2011  | Adam Scott       | Australie       |
| 2010  | Hunter Mahan     | États-Unis      |
| 2009  | Tiger Woods      | États-Unis      |
| 2008  | Vijay Singh      | Fidji           |
| 2007  | Tiger Woods      | États-Unis      |
| 2006  | Tiger Woods      | États-Unis      |

### WGC-NEC Invitational (1999-2005)
| Année  | Vainqueur     | Pays            |
| ------ | ------------- | --------------- |
| 2005   | Tiger Woods   | États-Unis      |
| 2004   | Stewart Cink  | États-Unis      |
| 2003   | Darren Clarke | Irlande du Nord |
| 2002 * | Craig Parry   | Australie       |
| 2001   | Tiger Woods   | États-Unis      |
| 2000   | Tiger Woods   | États-Unis      |
| 1999   | Tiger Woods   | États-Unis      |

* Note : non joué au Firestone Country Club mais au Sahalee Country Club à Sammamish, Washington.

### World Series of Golf (1976-1998)
| Année                    | Vainqueur                | Pays                     |
| NEC World Series of Golf | NEC World Series of Golf | NEC World Series of Golf |
| ------------------------ | ------------------------ | ------------------------ |
| 1998                     | David Duval              | États-Unis               |
| 1997                     | Greg Norman              | Australie                |
| 1996                     | Phil Mickelson           | États-Unis               |
| 1995                     | Greg Norman              | Australie                |
| 1994                     | José Maria Olazábal      | Espagne                  |
| 1993                     | Fulton Allem             | Afrique du Sud           |
| 1992                     | Craig Stadler            | États-Unis               |
| 1991                     | Tom Purtzer              | États-Unis               |
| 1990                     | José Maria Olazábal      | Espagne                  |
| 1989                     | David Frost              | Afrique du Sud           |
| 1988                     | Mike Reid                | États-Unis               |
| 1987                     | Curtis Strange           | États-Unis               |
| 1986                     | Dan Pohl                 | États-Unis               |
| 1985                     | Roger Maltbie            | États-Unis               |
| 1984                     | Denis Watson             | Zimbabwe                 |
| World Series of Golf     |                          |                          |
| 1983                     | Nick Price               | Zimbabwe                 |
| 1982                     | Craig Stadler            | États-Unis               |
| 1981                     | Bill Rogers              | États-Unis               |
| 1980                     | Tom Watson               | États-Unis               |
| 1979                     | Lon Hinkle               | États-Unis               |
| 1978                     | Gil Morgan               | États-Unis               |
| 1977                     | Lanny Wadkins            | États-Unis               |
| 1976                     | Jack Nicklaus            | États-Unis               |